# Saronno Foot Ball Club 1999-2000
Questa pagina raccoglie le informazioni riguardanti il Saronno Foot-Ball Club nelle competizioni ufficiali della stagione 1999-2000.

## Stagione
Nella stagione 1999-2000 il Saronno ha disputato il girone A del campionato di Serie C2, con 42 punti si è piazzato in ottava posizione, il torneo è stato vinto con 76 punti dallo Spezia che ha ottenuto la promozione diretta in Serie C1, la seconda promossa che ha vinto i play off è stata l'Alessandria.
Per il Saronno la stagione a cavallo del millennio è stata l'ultima tra i professionisti di una lunga e gloriosa storia calcistica.

## Rosa
| N. |                   | Ruolo | Calciatore            |
| -- | ----------------- | ----- | --------------------- |
|    | Italia (bandiera) | D     | Simone Adani          |
|    | Italia (bandiera) | C     | Giovanni Arioli       |
|    | Italia (bandiera) | A     | Matteo Bonomi         |
|    | Italia (bandiera) | C     | Stefano Botteghi      |
|    | Italia (bandiera) | C     | Edoardo Braiati       |
|    | Italia (bandiera) | C     | Lorenzo Nicola Clavio |
|    | Italia (bandiera) | C     | Giancarlo Cavaliere   |
|    | Italia (bandiera) | A     | Denis D'Antuono       |
|    | Italia (bandiera) | D     | Stefano Di Gioia      |
|    | Italia (bandiera) | C     | Marco Di Stasio       |
|    | Italia (bandiera) | C     | Piero Ferraresso      |

| N. |                   | Ruolo | Calciatore        |
| -- | ----------------- | ----- | ----------------- |
|    | Italia (bandiera) | A     | Paolo Giometti    |
|    | Italia (bandiera) | A     | Daniele Giulietti |
|    | Italia (bandiera) | D     | Simone Masi       |
|    | Italia (bandiera) | D     | Stefano Motta     |
|    | Italia (bandiera) | C     | Matteo Nicolini   |
|    | Italia (bandiera) | P     | Roberto Perrone   |
|    | Italia (bandiera) | D     | Michele Riberti   |
|    | Italia (bandiera) | C     | Enrico Tardivo    |
|    | Italia (bandiera) | P     | Armando Tuani     |
|    | Italia (bandiera) | D     | Marco Zaffaroni   |
|    | Italia (bandiera) | D     | Andrea Zubaldo    |